# 庚戌土断
庚戌土断是东晋在364年举行的一次土断。
晉哀帝隆和元年（362年），大司马桓溫上書称戶口凋寡，当时的郡相当不了漢朝的一郡，应该并省其職。興寧二年（364年）春三月初一庚戌朔，大阅人口，令西部北部士民侨居在东南的，都以所在土著为斷。把户口编入所在郡县，是爲庚戌制。